# 溫 (阿拉巴馬州)
溫是一個位於美國阿拉巴馬州卡溫頓縣的非建制地區。該地的面積和人口皆未知。

## 地理
溫的座標為31°01′40″N 86°36′38″W / 31.02777°N 86.61055°W，而該地最高點為海拔高度81米（即266英尺）。